# Schloss Malschwitz (Niederhof)

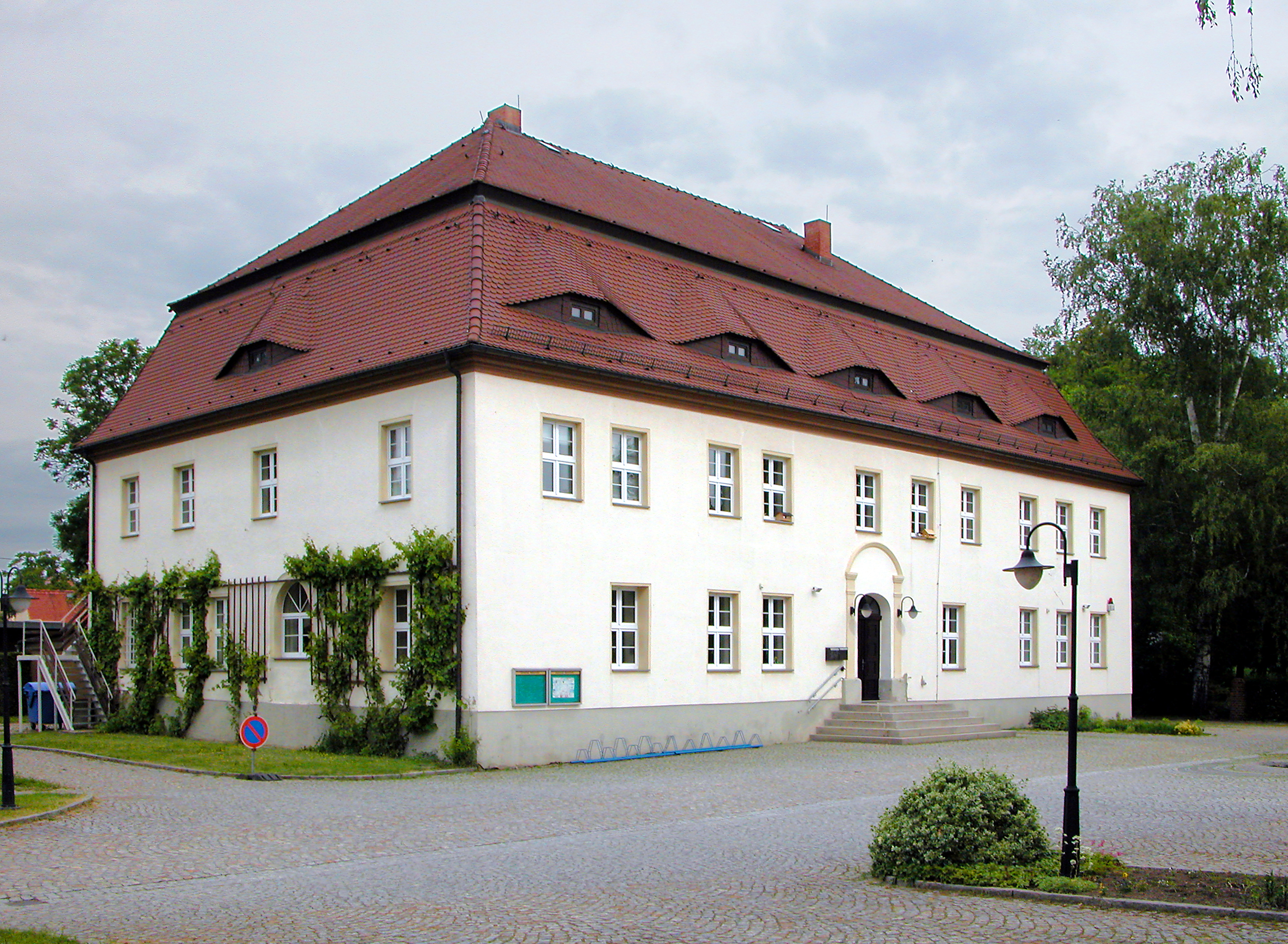
Schloss Malschwitz (2012)

Das Schloss Malschwitz (Niederhof) ist ein Barockschloss in Malschwitz im Landkreis Bautzen in der sächsischen Oberlausitz. Es diente ursprünglich als Herrensitz des ehemaligen Rittergutes Niedermalschwitz und steht heute unter Denkmalschutz. Der Zusatz „(Niederhof)“ dient als Unterscheidung zum Alten Schloss Malschwitz, das Gebäude wird auch als Schloss Niedermalschwitz bezeichnet.

## Geschichte und Architektur
Das Schloss Malschwitz wurde Mitte des 18. Jahrhunderts für die Familie von Metzradt errichtet. Im Jahr 1773 kam das Rittergut Niedermalschwitz in den Besitz des Reichsgrafen Andreas von Riaucour und wurde danach vererbt. Gegen Ende des Zweiten Weltkrieges wurde das Schloss durch Truppen der Roten Armee geplündert; die Reichsgrafen von Riaucour wurden nach Kriegsende im Zuge der Bodenreform in der Sowjetischen Besatzungszone enteignet. Zwischen 1991 und 1993 wurde das Schloss saniert, seitdem werden die Räumlichkeiten von der Verwaltung der Gemeinde Malschwitz sowie von der Kreissparkasse Bautzen, einer Bücherei und dem Malschwitzer Witaj-Kindergarten „K wódnemu mužej“ genutzt.
Das Schloss ist ein stattlicher Barockbau mit zehn zu vier Achsen und Mansardwalmdach mit Fledermausgauben. An der Gebäudefront befindet sich in der Mittelachse ein korbbogiges Portal mit überhöhtem Rundbogenprofil und vorgelagerter Freitreppe. Die Eingangshalle ist mit Korbbögen und Pilastern gestaltet.